# Expédition Shackleton-Rowett
Vous lisez un « bon article » labellisé en 2010.  Il fait partie d'un « thème de qualité ».
Pour les articles homonymes, voir Rowett.

Ernest Shackleton.

L’expédition Shackleton-Rowett est une expédition britannique en Antarctique. Menée entre 1921 et 1922, elle est la troisième et dernière commandée par l'explorateur Ernest Shackleton. Elle est généralement considérée comme le dernier épisode de l'âge héroïque de l'exploration en Antarctique, une période au cours de laquelle des hommes explorent la terra incognita qu'est alors l'Antarctique. Le projet, financé par l'homme d'affaires John Quiller Rowett, est parfois dénommé expédition Quest, d'après le nom du Quest, le baleinier sur lequel embarque l'expédition.
Le plan initial est d'explorer la mer de Beaufort, dans l'océan Arctique ; mais, après le refus du gouvernement canadien d'accorder une aide financière, l'Antarctique, que connaît déjà bien Shackleton, est finalement choisi. Les objectifs de l'expédition ne sont jamais clairement formulés, mais consistent en une exploration et des recherches océanographiques et côtières. Le navire, plus petit que tous ceux utilisés lors de voyages précédemment entrepris en Antarctique, se révèle inadapté à une telle mission. Sa progression vers le sud est retardée par ses mauvaises performances et par de fréquents problèmes de moteur, qui conduisent à faire une escale d'un mois à Rio de Janeiro. Avant que le travail de l'expédition ne commence à proprement parler, Shackleton meurt d'une crise cardiaque, juste après son arrivée en Géorgie du Sud.
Avec la mort de son commandant, l'essentiel de l'expédition écourtée qui s'ensuit se résume à trois mois de navigation sous le commandement du second, Frank Wild. Dans les eaux antarctiques, les défauts du Quest sont rapidement mis en évidence : sa lenteur, sa consommation excessive de carburant, sa tendance à tanguer dans une mer agitée, ainsi qu'une voie d'eau persistante. Le navire n'est pas en mesure d'aller plus loin que la longitude de 20°E, bien loin de son but plus à l'est, et son moteur de faible puissance est incapable de lui permettre de pénétrer plus avant dans le pack. Après plusieurs tentatives infructueuses pour se frayer un passage vers le sud, Wild prend la route de retour vers la Géorgie du Sud, après une visite empreinte de nostalgie à l'île de l'Éléphant, où lui-même et vingt et un autres hommes ont été bloqués six ans plus tôt, après le naufrage du navire Endurance, lors de la précédente expédition de Shackleton. Wild a en tête d'effectuer une seconde saison antarctique plus féconde, et emmène le bateau dans la ville du Cap pour le radouber. Arrivé là, il reçoit un message de Rowett qui lui ordonne de rentrer en Angleterre, et donc de mettre fin à l'expédition.
Bien que considérée comme une expédition mineure dans l'histoire de l'exploration polaire, elle est historiquement importante car elle marque la fin de l'« Âge héroïque » et le début de l'« Âge mécanique » qui l'a suivi. En fin de compte, c'est la mort de Shackleton dès le début de l'aventure qui marque la mémoire collective et éclipse les résultats, d'ailleurs modestes, de l'expédition.

## Contexte

### Après l’Endurance
Après avoir contribué au sauvetage des groupes d'hommes en détresse appartenant à son expédition Endurance, Shackleton rentre en Grande-Bretagne à la fin du mois de mai 1917 alors que la Première Guerre mondiale fait rage. Trop âgé pour entrer dans l'armée, il demande néanmoins un rôle actif dans l'effort de guerre, et se retrouve finalement envoyé en mission militaire à Mourmansk avec le grade temporaire de major. Ce rôle de second plan ne satisfait pas Shackleton, qui exprime son mécontentement dans plusieurs des lettres qu'il envoie en Angleterre : « Je sens que je ne suis utile à personne, sauf lorsque je suis face à la tempête dans des terres sauvages »,.
Il retourne en Angleterre en février 1919 et, inspiré par son voyage, imagine la création d'une entreprise qui a pour but, avec la coopération des Armées blanches, de développer les ressources naturelles du Nord de la Russie. Ce plan devient cependant caduc lorsque l'Armée rouge prend le contrôle de cette zone pendant la guerre civile russe, forçant Shackleton à compter sur son activité de conférencier pour gagner sa vie. À la salle philharmonique de la Great Portland Street de Londres, au cours de l'hiver 1919-1920, il donne des conférences deux fois par jour, six jours par semaine, pendant cinq mois. Dans le même temps, malgré les dettes importantes encore en suspens de l'expédition Endurance, il commence à planifier un nouveau projet d'exploration.

### La proposition canadienne

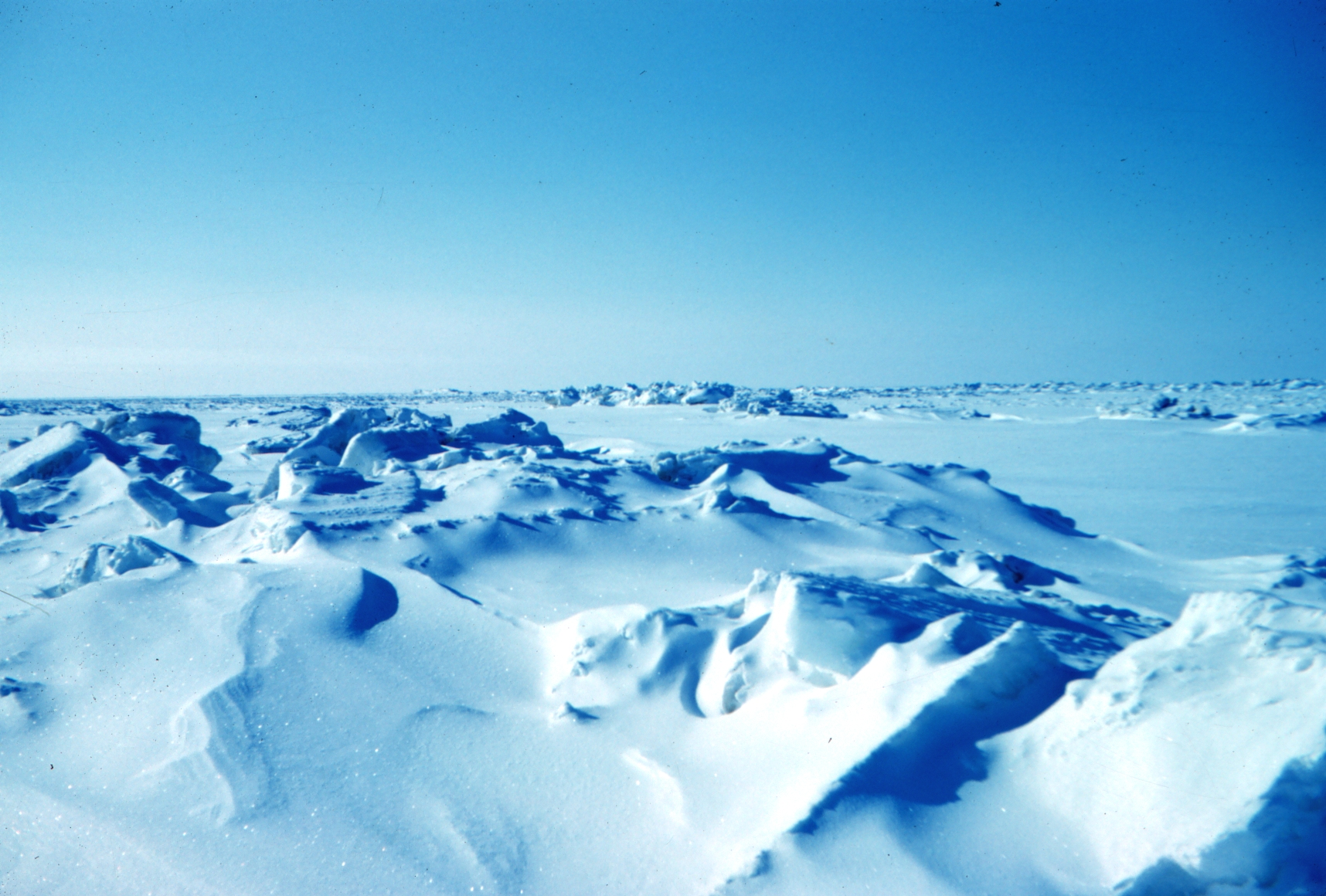
Pack sur la mer de Beaufort

Shackleton décide pour une fois de se détourner de l'Antarctique et d'aller vers l'Arctique pour « combler ce grand vide désormais appelé la mer de Beaufort », qui apparaît sur les cartes,. Cette zone de l'océan Arctique, au nord de l'Alaska et à l'ouest de l'archipel arctique canadien est encore largement inexplorée. Shackleton pense, sur la base de relevés de marée, que la mer cache de grandes masses de terres qui « seraient du plus grand intérêt scientifique pour le monde, à l'exception de l'éventuelle valeur économique »,. Il souhaite également atteindre le pôle Nord d'inaccessibilité, soit le point le plus éloigné dans l'Arctique. En mars 1920, son projet reçoit l'approbation de la Royal Geographical Society (RGS) et le soutien du gouvernement canadien. Sur cette base, Shackleton se penche sur l'acquisition du financement nécessaire, ce qu'il estime à 50 000 livres sterling (environ 1,6 million £ en valeur de 2008). Plus tard cette année, Shackleton rencontre par hasard un ancien ami d'école, John Quiller Rowett, qui accepte de fournir la trésorerie suffisante pour permettre à Shackleton de lancer son projet. Avec cet argent, Shackleton peut, en janvier 1921, acquérir le baleinier norvégien en bois Foca I, procéder à l'achat d'autres équipements et recruter un équipage.
En mai 1921, les plans canadiens sont abandonnés car la politique du gouvernement du Canada sur le financement des expéditions change, et une série de télégrammes entre Shackleton et le nouveau Premier ministre canadien Arthur Meighen entraîne le retrait du soutien de ce dernier. La réaction de Shackleton n'est pas d'annuler l'expédition, mais de la réorienter. À la mi-mai, son associé Alexander Macklin, qui se trouve au Canada pour négocier l'achat de chiens de traîneaux, reçoit un télégramme lui notifiant que la destination est désormais l'Antarctique. Un programme varié comprenant l'exploration, la cartographie côtière, la prospection minière et la recherche océanographique dans les eaux du Sud est établi à la place de l'expédition en mer de Beaufort.

## Préparation

### Objectifs

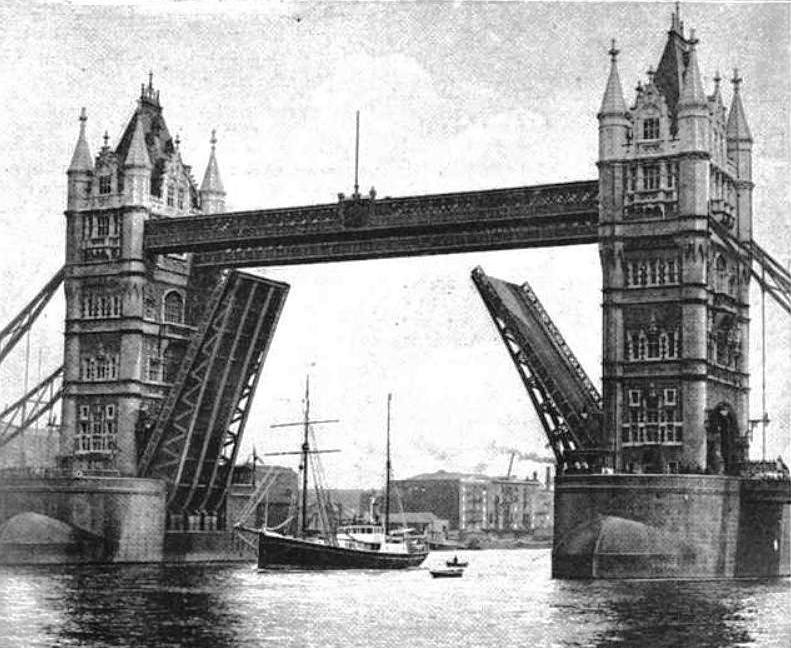
Le Quest passant sous le Tower Bridge à Londres.

Même avant ses démêlés avec le gouvernement canadien, Shackleton considère l'Antarctique comme une alternative possible à la mer de Beaufort. Selon le bibliothécaire de la Royal Geographical Society Hugh Robert Mill, dès mars 1920, Shackleton parle de deux possibilités : l'exploration de la mer de Beaufort et une « expédition océanographique ayant pour objet d'inspecter toutes les îles peu connues de l'océan Atlantique sud et océan Pacifique sud »,. En juin 1921, Shackleton élargit ce dernier plan pour y inclure un tour du continent antarctique et la cartographie d'environ 3 200 km de côtes inexplorées. C'est aussi une occasion de rechercher les îles sub-antarctiques « perdues » ou mal localisées comme l'île de Dougherty, Tuanaki et les îles Nimrod, évaluer les ressources minérales exploitables dans ces terres redécouvertes, et faire un ambitieux programme scientifique de recherche. Cela inclut des sondages autour de l'île Gough pour vérifier une prétendue « connexion sous-marine entre les continents de l'Afrique et de l'Amérique »,. La biographe de Shackleton Margery Fisher qualifie ce plan de « diffus » et « beaucoup trop vaste pour un petit groupe d'hommes [pour une réalisation dans les deux ans] ». Selon le biographe Roland Huntford, l'expédition n'a pas de but clair et il est évident « qu'il n'était que trop clair qu'il s'agissait d'une improvisation, d'un prétexte [pour Shackleton] pour partir au loin »,.
Fisher décrit l'expédition comme représentant « la ligne de démarcation entre ce qui est devenu connu sous le nom de l'Âge héroïque de l'exploration en Antarctique et de l'Âge mécanique ». Shackleton qualifie son voyage de « pionnier », en se référant spécifiquement à l'avion emmené par l'expédition, bien qu'en fin de compte, il n'ait jamais servi. En fait, ce n'est que l'une des techniques novatrices qui marquent l'aventure, car il y a des gadgets à profusion. Le nid-de-pie du navire était chauffé électriquement, il y avait des combinaisons chauffantes pour les vigies, un appareil de radiotélégraphie, et un odographe (un dispositif qui pouvait suivre et tracer la route du navire automatiquement). La photographie figure en bonne place et « un considérable et coûteux équipement comprenant appareils photographiques, matériel cinématographique, et tout un attirail photographique [est] acquis ». Parmi les équipements de recherche océanographique se trouve un sondeur bathymétrique Lucas.
La présence de tout ce matériel résulte de ce que Rowett — qui n'envisageait au début que de fournir l'argent nécessaire à la phase de démarrage du projet — avait décidé de mettre sur pied le financement de l'ensemble de l'expédition. L'ampleur de la contribution de Rowett n'a pas été consignée, mais, dans un document non daté, Shackleton estime le coût total à une somme de l'ordre de 100 000 livres sterling. Quel que soit le total, Rowett semble y avoir souscrit en totalité, Frank Wild signalant plus tard que, parmi les expéditions en Antarctique de l'époque, celle-ci est la seule à retourner chez elle sans aucune dette,. Toujours selon Wild, sans l'action de Rowett, l'expédition aurait été impossible : « Sa générosité est d'autant plus remarquable qu'il savait qu'il n'y avait aucune perspective de rentabilité financière, et qu'il a agi dans l'intérêt de la recherche scientifique et par amitié pour Shackleton »,. La seule reconnaissance est la présence de son nom de famille dans le nom officiel de l'expédition. Rowett est, selon Huntford, un homme d'affaires trapu, d'allure prosaïque, qui est, en 1920, cofondateur et principal contributeur à l'Institut de recherche sur l'alimentation à Aberdeen, plus connu comme le Rowett Research Institute et qui fait maintenant partie de l'Université d'Aberdeen. Il a également accordé une dotation au Middlesex Hospital pour financer des travaux de recherche dentaires. Rowett ne survit pas longtemps au retour de l'expédition car en 1924, âgé de 50 ans, il se suicide, à la suite, semble-t-il, des revers de fortune que connaît son entreprise.

### Navire

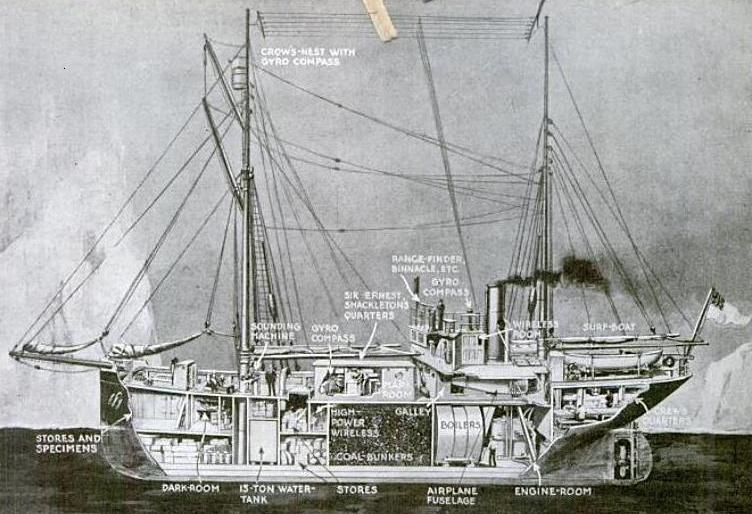
Plan en coupe du.

En mars 1921, Shackleton renomme le navire dont il fait l'acquisition le Quest (« Quête »). Ce navire est petit avec 125 tonneaux selon Huntford, une propulsion à voile et un moteur auxiliaire, prétendument capable de faire huit nœuds, bien qu'en fait il dépasse rarement les cinq nœuds et demi. Huntford décrit aussi le navire comme ayant une étrave « raide », avec un gréement carré peu maniable, et une tendance à « se vautrer » dans une mer forte. Fisher rapporte que le Quest, construit en 1917, jauge 204 tonneaux, et est doté d'un vaste et spacieux pont.
Même s'il a des installations modernes, comme l'éclairage électrique dans la cabine, il est inadapté aux longs voyages sur l'océan et Shackleton, le premier jour, fait observer « qu'en aucune façon nous ne sommes armés ou équipés pour traiter par le mépris même la plus douce des tempêtes ». Leif Mills, dans sa biographie de Frank Wild, affirme que si le navire avait été emmené en mer de Beaufort, conformément aux plans originaux de Shackleton, il aurait probablement été écrasé par le pack de l'Arctique. Lors de son voyage en Antarctique, il subit des dommages et des pannes fréquentes, nécessitant des réparations à chaque escale.

### Équipage
Le journal The Times signale que Shackleton prévoyait de prendre une dizaine d'hommes en Arctique, essentiellement « ceux qui l'avaient accompagné sur les premières expéditions ». En réalité, le Quest quitte Londres pour l'Antarctique avec vingt hommes, dont huit étaient des vétérans de l'expédition Endurance, et un autre, James Dell, vétéran de l'expédition Discovery vingt ans auparavant. Certains des membres de l'Endurance n'ont pas été entièrement payés pour leur participation à la précédente expédition, mais sont quand même prêts à se joindre à nouveau à Shackleton,.

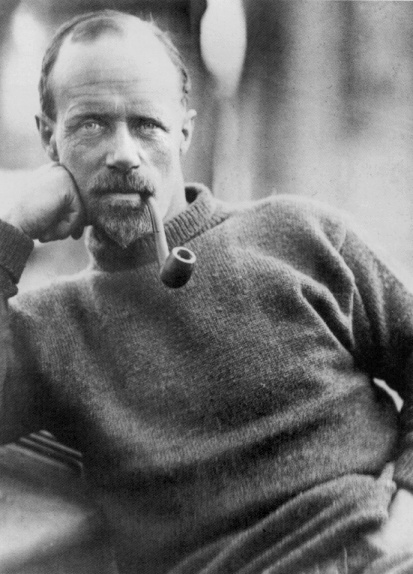
Frank Wild

Frank Wild, pour son quatrième voyage avec Shackleton, prend le poste de commandant en second, comme il l'avait fait sur l'expédition Endurance. Frank Worsley, ancien capitaine de l’Endurance, est commandant de bord du Quest. D'autres anciens camarades participent, comme les deux chirurgiens Alexander Macklin et James McIlroy, le météorologue Leonard Hussey, l'ingénieur Alexander John Henry Kerr, le marin Tom McLeod et le cuisinier Charles Green. Shackleton supposait que Thomas Crean signerait et lui avait fixé la responsabilité des bateaux, mais Crean a pris sa retraite de la marine pour fonder une famille dans le comté de Kerry, et refuse l'invitation de Shackleton.
Parmi les nouveaux arrivants, Roderick Carr, un pilote de la Royal Air Force né en Nouvelle-Zélande, est engagé pour piloter l'avion de l'expédition, un Avro 534 Baby modifié comme hydravion avec un moteur de 80 chevaux,. Il rencontre Shackleton en Russie où Shackleton avait été affecté à la fin de la Première Guerre mondiale et vient d'être promu chef d'état-major dans l'armée de l'air lituanienne. En fait, l'avion n'est pas utilisé au cours de l'expédition, en raison de pièces manquantes, et Carr aide donc pour le travail scientifique. Le personnel scientifique inclut le biologiste australien George Hubert Wilkins, qui a l'expérience de l'Arctique, et le géologue canadien Vibert Douglas, qui avait initialement signé pour l'expédition avortée en mer de Beaufort. Les recrues qui reçoivent le plus d'attention de la part du public sont deux membres du mouvement scout, Norman Mooney et James Marr. Ils sont retenus à la suite d'un concours organisé par le journal britannique Daily Mail, ces deux jeunes hommes étant sélectionnés sur près de 1 700 candidatures de scouts. Mooney, qui est originaire des Orcades abandonne rapidement, quittant le navire à Madère après avoir souffert d'un mal de mer chronique. Marr, un jeune homme de dix-huit ans originaire d'Aberdeen, reste tout au long de l'expédition, recevant des éloges de la part de Shackleton et Wild pour son implication dans les tâches à effectuer. Après avoir été mis au travail dans les soutes à charbon du navire, selon Wild, Marr « s'est très bien sorti de cet essai, montrant une [force et une endurance] remarquables »,.

## Expédition

### Voyage au sud

Carte de la Géorgie du Sud.

Le Quest quitte les docks de St Katharine à Londres, le 17 septembre 1921, après son inspection par le roi George V. De nombreux spectateurs se rassemblent sur les berges du fleuve et sur les ponts, pour assister à l'évènement. Marr écrit dans son journal que c'était comme si « Londres tout entier s'était donné le mot pour venir nous faire des adieux réconfortants ».
L'intention originale de Shackleton est de naviguer vers Le Cap en Afrique du Sud, en visitant les principales îles de l'Atlantique Sud se trouvant sur leur passage. Du Cap, le Quest se dirigerait vers la côte de la Terre Enderby en Antarctique d’où il pourrait explorer la côte en direction de Terre de Coats dans la mer de Weddell. À la fin de la saison estivale, le navire se rendrait en Géorgie du Sud avant de retourner au Cap pour la préparation de la deuxième année. Toutefois, les performances du bateau dans les premières étapes du voyage perturbent ce calendrier. De graves problèmes sur le moteur rendent nécessaire une semaine d’arrêt à Lisbonne au Portugal, puis à Madère et au Cap-Vert. Ces retards et la lenteur du navire conduisent Shackleton à décider qu'il est nécessaire de sacrifier entièrement les visites dans les îles de l'Atlantique Sud pour mettre le cap vers Rio de Janeiro au Brésil, où la motorisation peut être entièrement refaite. Le Quest atteint Rio le 22 novembre 1921.
La refonte du moteur et le remplacement d'une barre de flèche endommagée retardent quatre semaines l'équipe à Rio. Cela signifie qu'il n'est plus jouable de se rendre au Cap, puis vers le sud. Shackleton décide donc que le navire doit naviguer directement à Grytviken en Géorgie du Sud. Shackleton fait une croix sur le matériel qu'il devait récupérer au Cap mais espère cependant que ce déficit pourra être comblé en Géorgie du Sud. Il reste vague sur la direction que l'expédition doit prendre après la Géorgie du Sud et Macklin a écrit dans son journal : « Le patron a dit… très franchement qu'il ne sait pas ce qu'il va faire »,.

### Mort de Shackleton
Le 17 décembre, la veille de l’appareillage du Quest, Shackleton tombe malade. Il a probablement une crise cardiaque. Macklin est appelé, mais Shackleton refuse d'être examiné et se déclare lui-même « mieux » le lendemain matin,. Au cours du voyage pour la Géorgie du Sud, il est, d’après ses camarades, inhabituellement éteint et sans énergie. Il commence aussi à boire du vin de Champagne chaque matin « pour étouffer la douleur », contrairement à son régime habituel sans alcool dès lors qu’il était en mer. Une violente tempête gâche la fête de Noël, et un nouveau problème au moteur ralentit la progression, causant à Shackleton un stress supplémentaire. Le 1er janvier 1922, la météo s'apaise : « Le repos et le calme après la tempête - l'année a commencé tranquillement pour nous » écrit Shackleton dans son journal. Le 4 janvier 1922, la Géorgie du Sud est en vue, et en fin de matinée le Quest s’ancre à Grytviken.

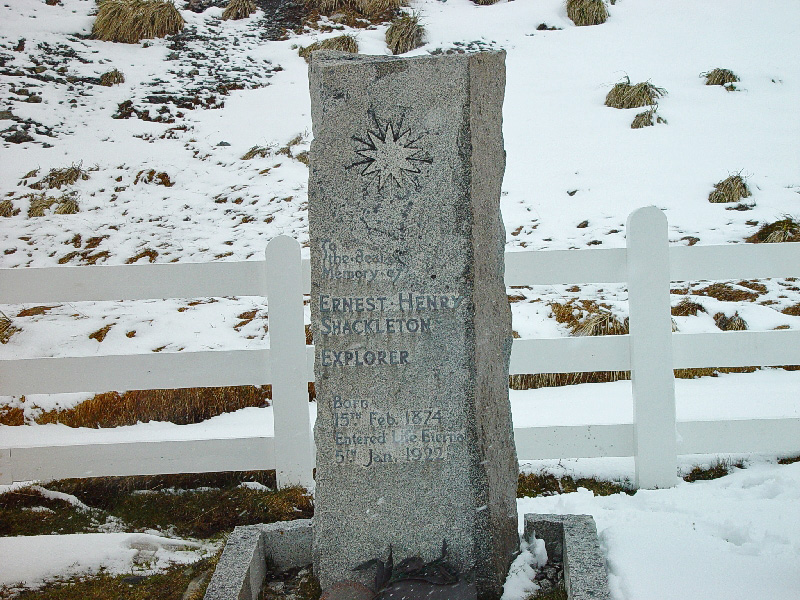
Tombe de Shackleton à Grytviken.

Après la visite des installations de chasse à la baleine à terre, Shackleton retourne sur le navire, apparemment ragaillardi. Il dit à Frank Wild qu'ils célèbreraient leur Noël en différé, le lendemain, et se retire dans sa cabine pour écrire son journal,. « La vieille odeur de baleine morte imprègne tout », écrit-il. « C'est un lieu étrange et curieux… une merveilleuse soirée. Dans le crépuscule, j'ai vu une étoile solitaire, qui brillait, tel un joyau, au-dessus la baie ». Plus tard, il dort et le chirurgien McIlroy, qui vient de terminer son quart, l'entend ronfler. Peu de temps après, à 2 h le matin du 5 janvier, Macklin, qui a pris la relève du quart, est convoqué à la cabine de Shackleton. Selon le journal de Macklin, il trouve Shackleton se plaignant de maux de dos et d'une névralgie faciale sévère, et demandant un antalgique. Dans une brève discussion, Macklin dit à son chef qu'il a fait trop de choses, et a besoin de mener une vie plus calme. Shackleton répond d’après Macklin : « Tu me dis toujours de laisser tomber certaines choses... Et qu'est-ce que je devrais laisser tomber ? ». Ce à quoi Macklin rétorque « Surtout l'alcool, patron, je ne pense pas que ce soit bon pour vous ». Immédiatement après, Shackleton a « une crise très violente, au cours de laquelle il meurt »,.
Le certificat de décès, signé par Macklin, précise la cause comme un « athérome des artères coronaires et une insuffisance cardiaque », c’est-à-dire une thrombose coronaire en termes modernes. Plus tard ce matin, Wild, héritant du commandement, donne des nouvelles à l'équipage choqué, et leur dit que l'expédition se poursuivra malgré tout. Le corps de Shackleton est ramené à terre pour l'embaumement avant son retour en Angleterre. Le 19 janvier, Leonard Hussey accompagne le corps à bord d'un bateau à vapeur à destination de Montevideo en Uruguay, mais à l'arrivée il y trouve un message de Lady Shackleton lui demandant que le corps soit renvoyé en Géorgie du Sud pour y être enterré. Hussey accompagne le corps pour son retour à Grytviken. Là, le 5 mars, Shackleton est enterré dans le cimetière norvégien de la station baleinière. Le Quest avait quitté l'île entre-temps, donc Hussey est le seul ancien camarade à être présent à l’enterrement de Shackleton. Une croix de bois surmonte la tombe, jusqu'à ce qu'elle soit remplacée par une colonne de granit six ans plus tard.

### Voyage vers le Sud

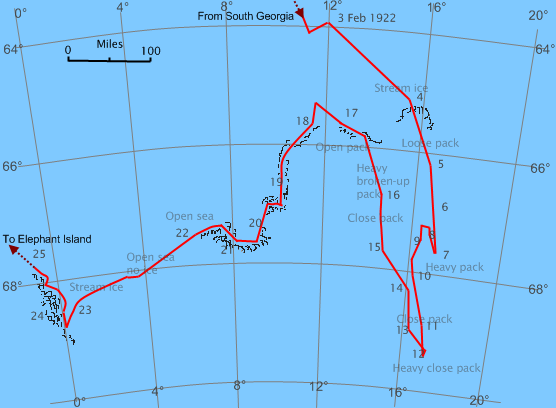
Trajet de l'expédition

En tant que nouveau commandant, Wild doit décider où l'expédition devait aller. Kerr indique que le problème de moteur pouvait être géré, et après avoir complété les stocks de provisions et d'équipements avec ce qui était disponible en Géorgie du Sud, Wild décide de suivre les plans initiaux de Shackleton. Il emmènerait le navire vers l'est, vers l'île Bouvet, avant de mettre le cap vers le sud pour entrer dans le pack aussi près que possible de la terre d'Enderby pour y commencer ses relevés côtiers. L'expédition devait également enquêter sur une « île fantôme » dans l'embouchure de la mer de Weddell, signalée par James Clark Ross en 1842, mais jamais revue depuis. En fin de compte, cependant, les progrès dépendraient des conditions météorologiques, de l’état des glaces, ainsi que les capacités du navire.
Le Quest quitte la Géorgie du Sud le 18 janvier, mettant cap au sud-est vers les îles Sandwich du Sud. La houle est forte, à tel que le pont du navire surchargé est souvent trempé par les vagues. À mesure qu'ils avancent, Wild écrit que le Quest roule comme une bille de bois et a une petite voie d'eau qui nécessite un pompage régulier. Le navire est en plus très gourmand en charbon et lent. Tous ces facteurs conduisent à la fin du mois de janvier, à changer les plans initiaux. Le passage par l’île Bouvet est abandonné au profit d'un voyage plus court qui conduit l'équipe au bord de la banquise, le 4 février.
« C'est maintenant qu'on va voir ce que le Quest a dans le ventre », écrit Wild alors que le navire entre dans le pack. Il souligne que le Quest est le plus petit navire qui ait jamais essayé de se frayer un chemin dans la glace épaisse de l'Antarctique, et réfléchit sur le sort des autres. « Allons-nous nous en sortir, ou le Quest rejoindra-t-il les  autres navires dans le Davy Jones's Locker ? ». Dans les jours qui suivent, comme l’expédition navigue vers le sud, les températures chutent et la glace s’épaissit. Le 12 février, le navire atteint la latitude la plus au sud de l'expédition à 69°17'S, et la longitude la plus à l'est à 17°9'E, bien en deçà de la terre d’Enderby. Constatant l'état de la glace et craignant d'être bloqué dans celle-ci, Wild « battit précipitamment et énergiquement en retraite » au nord-ouest. Wild espère cependant encore passer le pack, et si possible percer au-delà vers la terre ferme. Le 18 février, il met le cap vers le sud pour un autre essai, mais c'est de nouveau l'échec. Le 24 février, après qu'une série de nouveaux efforts échouent, Wild met le cap vers l'ouest à travers la mer de Weddell. Le navire pourrait ainsi essayer de visiter l'île de l’Éléphant — lieu de campement important dans l'expédition Endurance — dans les îles Shetland du Sud avant de revenir en Géorgie du Sud au début de l'hiver.

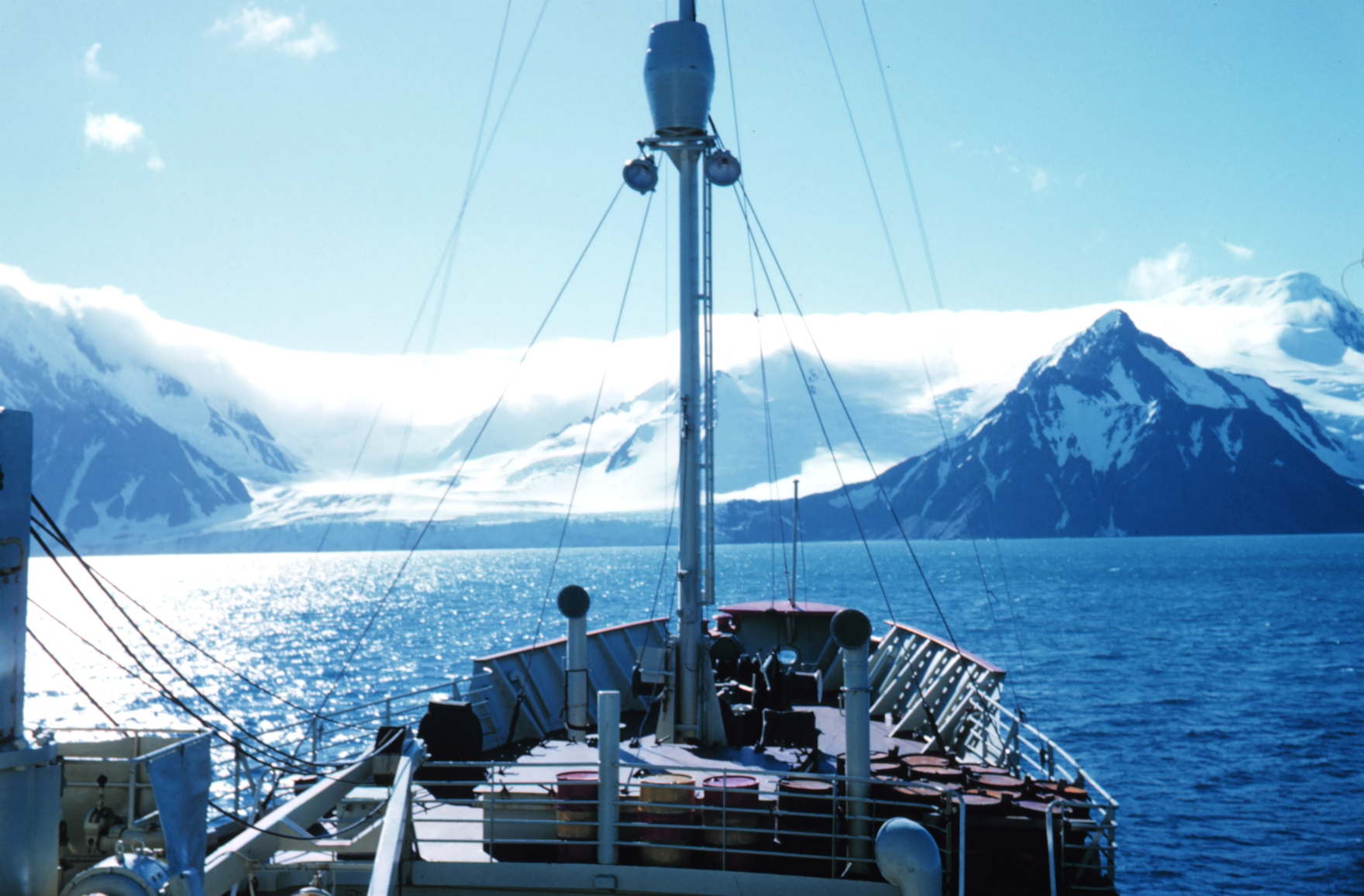
Approche de l'île de l'Éléphant (photographie datant de 1962).

La plupart du temps, le long passage à travers la mer de Weddell se déroule sans incident. D'après Macklin, Wild et Worsley ne s'entendent guère, et les membres de l'équipage font montre d'un mécontentement que Wild, selon ses propres termes, mate par la menace du « traitement le plus sévère ». Le 12 mars, ils atteignent64° 11′ S, 46° 04′ O, ce qui est la zone où Ross a signalé « l'apparition d'une terre » en 1842. Il n'y a aucun signe de terre, et la profondeur de sondage de plus de 4 200 mètres indique qu'il n'y aucune probabilité de trouver des terres à proximité. Entre le 15 et le 21 mars, le Quest est pris dans les glaces et la pénurie de charbon devient une préoccupation majeure. Lorsque le navire se libère, Wild file droit sur l’île de l’Éléphant, où il espère que l'approvisionnement en charbon pourra être complété par la graisse des éléphants de mer qui peuplent l’île. Le 25 mars, l'île est en vue. Wild souhaite repasser par le cap Wild, le site du camp de l'expédition Endurance, mais le mauvais temps l'en empêche. L'équipe peut seulement voir le site à travers des jumelles grâce à d'anciens points de repère, avant d'aller sur la côte Ouest de l'île pour chasser l'éléphant de mer. Ils sont en mesure d'obtenir suffisamment de graisse pour la mélanger avec le charbon, si bien que, grâce à un vent favorable, ils réussissent à atteindre la Géorgie du Sud le 6 avril.

### Retour

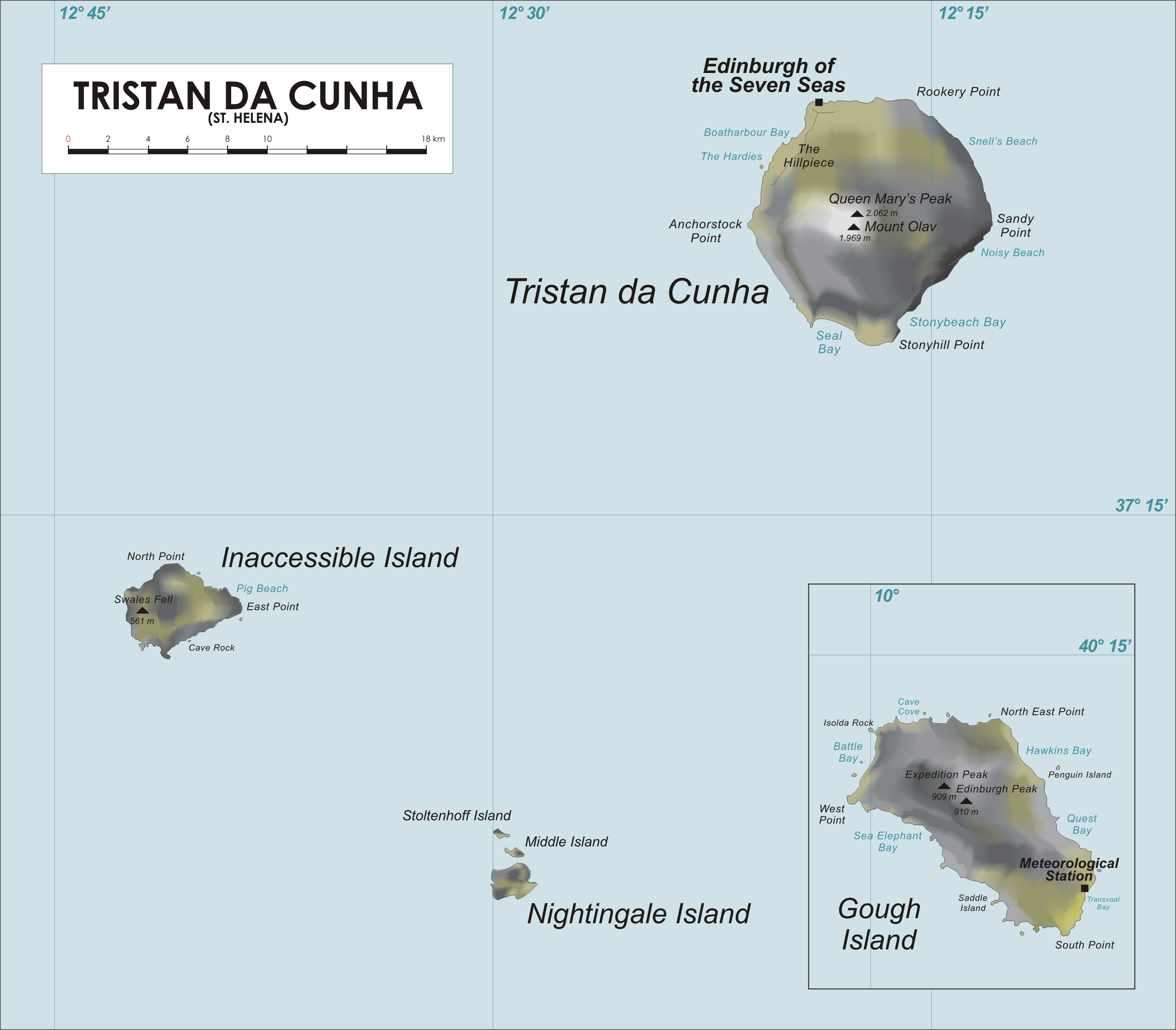
Carte montrant Tristan da Cunha, l'île Inaccessible et l'île Gough, dans le sud de l'océan Atlantique.

Le Quest demeure un mois en Géorgie du Sud, période pendant laquelle les anciens camarades de Shackleton érigent un monument à la mémoire de leur ancien chef, sur un promontoire dominant l'entrée du port Grytviken. Le Quest prend finalement la mer pour l'Afrique du Sud le 8 mai. Le premier port d'escale, toutefois, devait être Tristan da Cunha, une lointaine île inhabitée au sud-ouest du Cap. Là, selon les ordres de Lord Baden-Powell, Marr doit remettre un drapeau à la troupe scoute locale,. Après une rude traversée des « quarantièmes rugissants », le Quest arrive à Tristan da Cunha, le 20 mai.
Lors de leur séjour qui dure cinq jours, et avec l'aide de certains des habitants de l'île, l'expédition effectue de brefs débarquements sur la petite île Inaccessible, qui se situe à 32 km au sud-ouest de l'île Tristan da Cunha, et visite l'île Nightingale, y collectant des spécimens. Les impressions de Wild à propos de son séjour à Tristan ne sont pas tout à fait favorables. Il note l'effroyable misère et la pauvreté, et dit de la population : « Ils sont ignorants, presque totalement coupés du monde, terriblement limités dans les perspectives ». Malgré ces réserves, la parade scout et la présentation du drapeau ont lieu avant que le Quest ne parte pour l'île Gough, à 320 km à l'est. Là, les membres de l'expédition se mettent à récolter des échantillons géologiques et botaniques. Ils arrivent au Cap le 18 juin, et sont accueillis par des foules enthousiastes. Le Premier ministre sud-africain, Jan Smuts, donne une réception officielle à leur intention, et ils sont honorés lors de dîners et déjeuners donnés par des organisations locales.
Ils rencontrent également l'agent de Rowett, qui leur fait part du message leur enjoignant de regagner l'Angleterre. Wild écrit : « J'aurais aimé passer une saison de plus dans le secteur d'Enderby (Enderby Quadrant)... Beaucoup pourrait être accompli en faisant de la ville du Cap notre point de départ et en partant tôt dans la saison ». Toutefois, le 19 juillet, ils quittent Le Cap et naviguent en direction du nord. Leurs dernières visites ont lieu à Sainte-Hélène, l'île de l'Ascension et São Vicente. Le 16 septembre, un an après leur départ, ils arrivent au port de Plymouth.

## Bilan

### Perception
Selon Wild, l'expédition prend fin « calmement », même si son biographe Leif Mills écrit que des foules enthousiastes attendent à Plymouth Sound,. À la fin de son rapport, Wild exprime l'espoir que les informations qu'ils ramènent peuvent « se révéler utiles pour nous aider à résoudre les grands problèmes naturels qui continuent à nous assaillir ». Ces résultats sont résumés dans cinq brefs appendices dans le livre de Wild. Les résumés reflètent les efforts déployés par le personnel scientifique pour recueillir des données et des spécimens à chaque escale, et les travaux géologiques effectués par Carr et Douglas en Géorgie du Sud, avant le voyage vers l'Antarctique. Finalement, quelques papiers et articles scientifiques sont élaborés à partir de cette base, mais c'est, selon les termes de Leif Mills « bien peu de chose à montrer comme résultat d'un an de travail ».
L'absence d'objectifs clairs et définis pour l'expédition, est aggravée par l'incapacité d'aller au Cap sur le chemin vers le sud, avec comme résultat l'impossibilité d'y récupérer d'importants équipements scientifiques. En Géorgie du Sud, Wild comble malgré lui peu cette perte, car il n'y a pas de chiens dans l'île, donc aucun travail avec des traîneaux n'a pu être effectué, ce qui a éliminé l'objectif de Wild d'une exploration de la Terre de Graham sur la péninsule Antarctique. La mort de Shackleton avant le début d'un travail sérieux est un coup très dur, et des questions sont soulevées quant à la capacité de Wild à le remplacer. Certains comptes rendus font état de l'attrait de Wild pour la boisson. Selon le biographe de Shackleton Roland Huntford, Wild est « pratiquement un alcoolique ». Mills laisse entendre cependant que, même si Shackleton était resté en vie assez longtemps pour mener à terme l'expédition, il n'est pas évident qu'elle aurait pu obtenir plus de résultats que sous le commandement de Wild. Sur le voyage du Sud, les collègues avaient été frappés par les changements de Shackleton : son apathie, sa docilité et son hésitation.
Quant à l'innovation technique, l'échec de l'avion est une autre déception. Shackleton espérait pouvoir expérimenter l'utilisation de ce mode de transport dans les eaux antarctiques, et avait discuté de cette question avec l'Air Ministry britannique. Selon le récit de Fisher, les pièces essentielles de l'avion avaient été envoyées au Cap et ne furent donc pas récupérées. L'équipement sans fil longue portée de 220 volts ne fonctionne pas correctement et est abandonné dès le début. Le plus petit, de 110 volts ne fonctionne que dans une fourchette de 400 km. Lors de la visite à Tristan da Cunha, Wild a tenté d'installer un nouvel appareil sans fil à l'aide d'un missionnaire local, mais cela a également échoué.

### Fin de l'Âge héroïque
Un hiatus sur l'Antarctique a suivi le retour du Quest et aucune expédition importante n'a lieu dans la région durant sept années. Les expéditions qui ont ensuite suivi étaient d'une nature différente de leurs prédécesseurs, elles appartiennent à « l'Âge mécanique » qui a succédé à « l'Âge héroïque ».
À la fin de son récit de l'expédition, Wild écrit de l'Antarctique : « Je pense que mon travail y est fini », il n'y revint jamais, clôturant une carrière qui, à l'instar d'Ernest Shackleton, fut comprise dans l'âge héroïque,. Aucun des membres de l'expédition qui furent membres de l'expédition Endurance n'est retourné en Antarctique, bien que Worsley ait fait un voyage dans l'Arctique en 1925. Parmi les autres personnels de bord et le personnel du Quest, le naturaliste australien Hubert Wilkins est devenu un pionnier de l'aviation à la fois dans l'Arctique et l'Antarctique, en 1928, volant de Point Barrow en Alaska au Svalbard. Il a également fait plusieurs tentatives infructueuses au cours des années 1930, en collaboration avec l'aventurier américain Lincoln Ellsworth, pour voler vers le pôle Sud. James Marr, le boy-scout, est aussi devenu un habitué de l'Antarctique après s'être qualifié en tant que biologiste marin, et rejoignant plusieurs expéditions australiennes à la fin des années 1920 et 1930. Roderick Carr, le pilote frustré, est devenu un Air Marshal dans la Royal Air Force.